# Чемпионат мира по горнолыжному спорту 1934
4-й чемпионат мира по горнолыжному спорту прошёл с 15 по 17 февраля 1934 года в Санкт-Морице (Швейцария).

## Общий медальный зачёт
| Место | Страна    | Золото | Серебро | Бронза | Всего |
| ----- | --------- | ------ | ------- | ------ | ----- |
| 1     | Германия  | 3      | 5       | 1      | 9     |
| 2     | Швейцария | 3      | 1       | 5      | 9     |
| 3     | Италия    | 0      | 0       | 1      | 1     |

## Медалисты

### Мужчины
| Дисциплина       | Золото      | Серебро     | Бронза                          |
| ---------------- | ----------- | ----------- | ------------------------------- |
| Скоростной спуск | Давид Цогг  | Франц Пфнюр | Хайнц фон Алльмен Лидо Каттанео |
| Слалом           | Франц Пфнюр | Давид Цогг  | Вилли Штойри                    |
| Комбинация       | Давид Цогг  | Франц Пфнюр | Хайнц фон Алльмен               |

### Женщины
| Дисциплина       | Золото        | Серебро       | Бронза         |
| ---------------- | ------------- | ------------- | -------------- |
| Скоростной спуск | Анни Рюэгг    | Кристль Кранц | Лиза Реш       |
| Слалом           | Кристль Кранц | Лиза Реш      | Рёсли Ромингер |
| Комбинация       | Кристль Кранц | Лиза Реш      | Анни Рюэгг     |